# Epitome of Torture
Epitome of Torture è il tredicesimo album in studio dei Sodom, pubblicato nel 2013.

## Tracce
Testi e musiche di Tom Angelripper, eccetto dove indicato.
1. My Final Bullet – 4:39
2. S.O.D.O.M. – 3:46
3. Epitome of Torture – 3:31
4. Stigmatized – 2:56
5. Cannibal – 4:19
6. Shoot Today - Kill Tomorrow – 4:00
7. Invocating the Demons – 4:25
8. Katjuscha – 3:42
9. Into the Skies of War – 3:50
10. Tracing the Victim – 4:46 – Angelripper, Nadja Herten

Bonus tracks
1. Waterboarding – 5:06
2. Splitting the Atom – 4:28

## Formazione
- Tom Angelripper - voce, basso
- Bernemann Kost - chitarra ritmica e solista
- Makka Freiwald - batteria